# 14901 Hidatakayama
14901 Hidatakayama este un asteroid din centura principală de asteroizi.

## Descriere
14901 Hidatakayama este un asteroid din centura principală de asteroizi. A fost descoperit pe 21 septembrie 1992 la Kitami de Masayuki Yanai și Kazuro Watanabe. Asteroidul prezintă o orbită caracterizată de o semiaxă mare de 2,69 ua, o excentricitate de 0,17 și o înclinație de 12,3° în raport cu ecliptica.